# Боримечково
Боримечково е село в Южна България. То се намира в община Лесичово, област Пазарджик.

## История
До 1934 г. село Боримечково се нарича Юруците.
Историческа справка на ОУ „Кирил и Методий“ с. Боримечково
Началното училище в с. Боримечково е открито в 1909 година като частно училище. Помещавало се е в частна къща, където в една стая са учили 35 деца заедно. Първият учител е бил Иван Телийски от с. Церово. За училище до 1930 година са използавни стаи в различни къщи на селото. Първата къща дала подслон на училището е Ибрахимовото кафене, в което са учили децата от I до IV отделение. След това за училище са използвани стаи в къщата на Алексанадър Хр. Колев 1915 – 1916 година, като същият е бил и учител. Използавана е къщата и на Иван Велков, където през 1923 година е имало и V клас, но поради липса на ученици е закрит. До 1930 година за училище е използвана къщата на Борис Велков.
В селото е открито през 1910 година и турско училище. Помещавало се е в една стая. Пръв учител е бил ходжата Юсеф Алиев завършил МЕДРЕСЕ – духовна семинария за ходжи. Той е учил децата на старотурски. Турското училище е съществувало до 1959 година, когато бива закрито и двете училища турско и българско се сливат.
Първата сграда на училището е построена през 1929/1930 година. То се е състояло от 4 класни стаи. До 1945 година са учили само до IV отделение. През 1947 година се открива V клас. Пръв учител в основното училище е бил Иван Филков. През 1960/1961 година е построена сегашната сграда на училището, където има 9 класни стаи. През учебната 1964/1965 година е открит и VIII клас.

## Културни и природни забележителности
Всяка година в село Боримечково, през лятото се празнува съборът. С помощта на жителите и голямата подкрепа на други желаещи се провежда събитието. Идват различни певци и музиканти. Бабите пеят народни песни и играят хора. За малките деца има шоу в което те пеят или казват стихотворение за това получават плюшена играчка.